# 魔法のじゅもん
『魔法のじゅもん』（まほうのじゅもん）は、あらきかなおによる4コマ漫画作品。芳文社の雑誌『まんがタイムきららMAX』で2004年7月号（創刊号）から2009年6月号まで連載された。

## 作品概要
魔法世界の変わらない日常に飽きた魔女のちづ子（ちーちゃん）は、新たな刺激を求めて人間界へとやってくる。しかし人間界で入った学校にはユリネがおり、唯我独尊を地でいくユリネにちーちゃんは振り回されることになる。さらに幼馴染のちーちゃんを追ってのぶ子（のんちゃん）も人間界へとやってくる。
本作は、魔女よりも悪魔らしいユリネ、ユリネに骨抜きにされたちーちゃん、ちーちゃんを取り合うもののユリネにいいようにされるのんちゃん、の3人が繰り広げる、楽しくもちょっとエッチな日々を綴った物語である。

## 主な登場人物
野村ちづ子（ちーちゃん）
13歳の時に魔法の国から人間界へやってきた魔女。魔女であることは人間界では秘密にしている。
ややむっちりとしたナイスバディ。通学電車で痴漢に遭ったりしており「男はHなので苦手」と言うが、本人の頭の中も相当Hな妄想が渦巻いている。
ユリネにゾッコンで、ユリネに褒めてもらうと至上の喜びを感じ、その為の犠牲は気にしない。
ユリネからは奴隷扱いされており、マジックショーのアシスタントで客寄せ兼金儲けに利用されたり、日常的に邪険に扱われているが、マゾなのでそれも快感に変わる。
学校のすぐ近くで独り暮らし（途中からのんちゃんも同居）をしており、料理が得意なためユリネも時折タダ飯を食べに来る。
魔女であるものの魔法を使う場面は少なく、魔法の杖を鈍器にして暴力で解決しようとすることが多い。
田見屋ユリネ
ちーちゃんのクラスメイトで、マジシャン志望の中学生の少女。
性格はたびたび悪魔と称される程の鬼畜でドS。ちーちゃんとのんちゃんを喰い物にしている。
その一方で、ちーちゃんを身を挺して守ったり、嫉妬や哀愁を漂わせる様子も見せる。しかし大抵は相手を術中にハメるための謀略。
下ネタ発言が豊富で、萌えや属性にも深いこだわりをもっている。プロポーションは均整が取れておりセクシー。
怠惰で面倒くさがりな性質で、よく馬を身代わりにして授業をサボっている。
マジックで世界征服を目指しているが実力はイマイチ。ちーちゃんの魔法を手品と勘違いしており、自分より上手いために怒る。
家族は両親と兄（後述）がいるが、親は出張ばかりなので、ちーちゃんの家に入り浸っては麻雀大会を催している。
大沢のぶ子（のんちゃん）
ちーちゃんの幼馴染兼ライバルで、ちーちゃんを追って人間世界を征服しにきた魔女。
素直になれず、意地を張っては寂しがる、典型的な子供っぽいキャラクター。
外見は3人の中で最も幼く、貧乳でパイパンなロリっ子。
暴走気味のちーちゃんとユリネを抑える真面目さをもつが、ユリネ一筋のちーちゃんにはないがしろにされ、ユリネにも弄ばれている。
魔法界では勉学の成績は優秀だったが、一般常識には疎い。ちーちゃん達と同じクラスに転入し、教師には何故か佐々木と呼ばれている。
ぽっぽ
ちーちゃんが人間界へ来る時に先生から貰った、鳥型の使い魔。関西弁で喋るオス。
人間の姿に変身できるが、変身後は裸の少年のためいつも警察に捕まる。体の一部は細く、ユリネに「ソーメン」「アスパラ」などと言われた。
ちーちゃん達からの扱いは非常に軽く、大事にされていない。一時タカに雛鳥と間違えられ数ヶ月間拉致された時も放置されていた。
妹属性のある双子というシチュエーションが大好きで、のんちゃんが魔法で分身した時は一人で興奮していたが、妹のペギ子には一切興味を示さない。
お馬さん
ユリネがちーちゃんの彼氏として推薦し、既定事項に仕立て上げた馬。
たびたびちーちゃんに精神的ダメージを与える表情をし、ユリネの代わりに授業を受けることもある。
ユリネの兄
ちーちゃんを誘拐したりストーキングしていた変態だったが、後にユリネの兄と判明した。
ちーちゃんが魔女っ子であることに驚かず喜んだり、妄想や欲望を素直に口に出してしまう、明るいド変態。
ユリネ達3人がマジックショーを行なう際の衣装を作っている。

## 書誌情報等

### 単行本
芳文社より「まんがタイムKRコミックス」として刊行されている。あらきあきらによる4コマ漫画が収録されている。
1. 第1巻（2006年2月11日発行） ISBN 4-8322-7560-7
2. 第2巻（2007年9月発行） ISBN 978-4-8322-7652-9
3. 第3巻（2009年7月1日発行） ISBN 978-4-8322-7826-4